# Fatih Erbakan

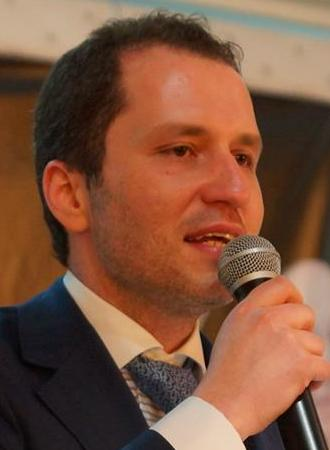
Fatih Erbakan

Muhammed Ali Fatih Erbakan (* 1. Januar 1979 in Ankara) ist ein türkischer Ingenieur und Politiker. Er ist Gründer und Vorsitzender der Yeniden Refah Partisi.

## Leben
Fatih Erbakan ist der Sohn von Necmettin Erbakan, dem ehemaligen Ministerpräsidenten der Türkei. Er studierte Elektrotechnik an der Başkent-Universität in Ankara und erhielt dort auch das Doktorat. Er war in der Fazilet Partisi und der Saadet Partisi in verschiedenen Parteiämtern tätig, bis er am 28. November 2018 die Yeniden Refah Partisi gründete, deren Vorsitzender er wurde. Er hatte zunächst angekündigt, Präsidentschaftskandidat bei den Wahlen am 14. Mai 2023 zu sein, jedoch später verkündet, dass er zugunsten Erdoğans Kandidatur nicht antreten werde.
Erbakan spricht Türkisch und Englisch. Er ist Vater zweier Kinder.